# Ożanna (wieś)
Ożanna – wieś w Polsce położona w województwie podkarpackim, w powiecie leżajskim, w gminie Kuryłówka.
| SIMC    | Nazwa         | Rodzaj    |
| ------- | ------------- | --------- |
| 0653280 | Ożanna Mała   | część wsi |
| 0653297 | Ożanna Wielka | część wsi |

Wieś królewska Ozana położona na przełomie XVI i XVII wieku w powiecie przemyskim ziemi przemyskiej województwa ruskiego, w drugiej połowie XVII wieku wieś Ożana należała do starostwa leżajskiego. W latach 1975–1998 miejscowość administracyjnie należała do województwa rzeszowskiego.
W Ożannie znajduje się kąpielisko, które latem przyciąga rzesze turystów. W okolicy zalewu znajdują się pola namiotowe i ośrodki wypoczynkowe. Urodził się tu amerykański bejsbolista Moe Drabowsky. Przez miejscowość przepływa rzeka Złota.
Wzmiankowana po raz pierwszy w 1454 roku (wieś rządzącą się prawem wołoskim).